# رومی تاما
رومی تاما (انگلیسی: Rumi Tama؛ زادهٔ ۱۵ ژانویهٔ ۱۹۴۹) کارگردان فیلم، فیلم‌نامه‌نویس، و بازیگر اهل ژاپن است.